# Lueddemannia
Lueddemannia (em português: Luedemânia) é um género botânico pertencente à família das orquídeas (Orchidaceæ).

## Etimologia
O nome é uma homenagem a Monsieur Lueddemann, que teve seu nome latinizado para Lueddmannius. Foi ele um famoso jardineiro alsaciano, que trabalhou para Monsieur Pescatore, que teve um dos maiores orquidários da França, durante o século XIX, em Saint-Cloud, perto de Paris.

## Espécies
- Lueddemannia dalessandroi  (Dodson) G.Gerlach & M.H.Weber  (2006)
- Lueddemannia pescatorei  (Lindl.) Linden & Rchb.f.  (1854) - Espécie-tipo -
- Lueddemannia striata  G.Gerlach & M.H.Weber  (2006)